# Trichocerca abilioi
Trichocerca abilioi är en hjuldjursart som beskrevs av Segers och Sarma 1993. Trichocerca abilioi ingår i släktet Trichocerca och familjen Trichocercidae. Inga underarter finns listade i Catalogue of Life.